# Valeria Archimó
Valeria Archimó (castellà: Valeria Constanza Archimaut)  (Buenos Aires, 14 de gener de 1972), és una ballarina, supervedet, coreògrafa i directora creativa de teatre argentina. És coneguda per haver participat en moltes competicions de dansa, inclòs el Segon campionat mundial de dansa, en què va acabar al 3r lloc junt amb la seva parella de ball, Juan Leandro Nimo. Archimó també és coneguda per la seva tasca i es compara moltes vegades amb les supervedets Adabel Guerrero i Mónica Farro.

## Teatre

### 2006 - 2010:Barbieri, Cherruti, Reech, Guerrero i Farro
A principis del 2007, Archimó, que aleshores era coneguda pel seu nom francès familiar (Archimaut), es va inscriure en la revista mixta i comèdia musical, Irresistible, otra historia de humor, seqüela de Inolvidable, una historia de humor. Actua com a vedet principal de l'espectacle junt amb Adabel Guerrero i Sabrina Ravelli, també vedets principals i destacades. Sergio Marcos va ser el redactor principal, Reina Reech va ser la directora creativa i Miguel Ángel Cherruti el productor principal, a banda d'actuar a la revista de teatre. Carmen Barbieri va ser la seva figura principal de l'espectacle, interpretant, cantant, fent monòlegs i fins i tot dirigint.
El 2008 va tornar a signar per continuar amb Barbier i Cherruti en la seva segona seqüela, Incomparable, el humor continúa, però aquesta vegada treballaria com a coreògrafa principal i no com a figura del musical. Entre les figures de l'espectacle desctaquen Matías Sayágo, Cristian Ponce, Vanina Escudero, Adabel Guerrero, Rodrigo Rodríguez, Diego Reinhold, Celina Rucci, Miguel Ángel Cherutti i dirigits per Carmen Barbieri, Cherruti i Reech. Aquell any va ser la vedet principal del Planeta Show.
Durant el 2008, Archimaut segueix treballant junt amb Adabel Guerrero i també amb Mónica Farro com les tres vedets principals del musical La fiesta está en el lago, dirigida per Florencia De La V i El Negro Álvarez. Com sempre, va mostrar la seva gran habilitat de dansa acrobàtica en els seus números de ball autocoreografiats i va continuar actuant en revistes durant tot el 2009. Va continuar amb la seqüela de la companyia, Y ahora, la fiesta está en El Tabarís. Aquesta vegada va ser la vedet principal de l'espectacle de la revista, sent aquell Farro quan treballava en la revisió alternativa de Barbieri (encara a la mateixa companyia de teatre) i després va continuar treballant amb Negro Álvarez com a supervedet i el seu propi productor i Guerrero. Es va traslladar a una comèdia musical més clàssica i va deixar a banda nombrosos espectacles de revistes, a més de gravar música.
El 2010, Valeria va actuar a Gràcies a La Vila, junt amb un gran repartiment de vedets, actors, ballarins i còmics.

### 2011 - actualitat:Direcció teatral
El 2011 i 2012, Archimó va ser la vedet principal junt amb María Eugenia Ritó a la revista-music hall La Revista de Buenos Aires. La directora creativa dels espectacles va ser Reina Reech i la figura principal va ser Moria Casán. Les altres vedets de la revista van ser Stefanía Xipolitakis, Andrea Rincon, Lorena Liggi i María Eugenia Bassi, i també ballarins masculins, actors i còmics com Raúl Lavie, Juan Acosta, Carlos Bernarl i Juan Pablo Bataglia.
El 2012 Valeria va signar per protagonitzar junt amb el presentador de televisió Jorge Rial, la seva esposa, vedet, actriu i model Mariana Loly Antoniale i Cacho Castaña en un music hall de teatre, produït pel seu marit Guillermo Marín i que va debutar entre els dies 12 i 15 de desembre al teatre La Féliz de la ciutat de Mar del Plata. Ella tindria quatre números de dansa coreografiats per ella mateixa i apareixia als crèdits com a directora creativa. El 17 de novembre, es va publicar informació sobre el musical que indicava que Rial tindrà un número en què actua com a astronauta i Antoniale ha estat exclosa del espectacle. El 21 de desembre, després de molts canvis realitzats a la sala musical encara no debutada, es va confirmar que el musical va debutar aquell mateix dia i que es deia, RIALidad en el City sense la participació de Cacho Castaña, però amb la participació de l'humorista, Claudio Rico i un cos de ballarins de renom: Juan Pablo Bataglia, Vero Pérez, Cristian Ponce, Fran Arriagada, Emilia Chaya, Natalia Franchi, Matías Sayago i Inés Zúnino. La idea general i la producció del musical van ser realitzades per Rial i Archimó.
| Any       | Espectacles musicals                  | Notes                                                                                   |
| --------- | ------------------------------------- | --------------------------------------------------------------------------------------- |
| 2001      | Fiebre Del Senado por la noche        | Ballarina                                                                               |
| 2002      | Alicia Maravilla                      | Coreògrafa                                                                              |
| 2003      | El Principito                         | Ballarina                                                                               |
| 2004      | Pinocho, un niño de verdad            | Ballarina                                                                               |
| 2005      | Revista Nacional                      | Ballarina                                                                               |
| 2005–2006 | Inolvidable, una historia de humor    | Ballarina i vedet                                                                       |
| 2006      | Sweet Charity                         | Ballarina principal                                                                     |
| 2007      | Irresistible, otra historia de humor  | Vedet principal, ballarina i coreògrafa                                                 |
| 2008      | Planeta Show                          | Vedet principal i ballarina                                                             |
| 2008      | Incomparable, el humor continúa       | Coreògrafa                                                                              |
| 2008–2009 | La fiesta está en el lago             | Vedet principal junt amb Mónica Farro i Adabel Guerrero, ballarina i coreògrafa \|-     |
| 2009      | Y ahora, la fiesta está en El Tabarís | Vedet principal, ballarina i coreògrafa                                                 |
| 2010      | Gracias a La Villa                    | Vedet principal, ballarina i coreògrafa                                                 |
| 2011–2012 | La Revista de Buenos Aires            | Vedet principal                                                                         |
| 2013      | RIALidad en el City                   | Vedet principal, estrella de ball, directora creativa i productora, junt amb Jorge Rial |

## Bailando por un sueño
Archimó va participar per primera vegada a Bailando por un sueño 2007 com a substitució de la model Celina Rucci (la guanyadora d'aquella temporada) junt amb el seu company de dansa professional, Matías Sayago.
El 2008, Valeria va participar en la cinquena temporada del programa de ShowMatch (Bailando por un sueño 2008), que va acollir Marcelo Tinelli. Va ballar junt amb el ballarí i model professional Juan Leandro Nimo amb qui també va participar en Bailando por un sueño: Segundo Campeonato Mundial de Baile. Va acabar al tercer lloc en ambdues competicions. Mónica Farro i Adabel Guerrero també van ser competidores a la cinquena temporada, i van acabar en el vuitè lloc (Farro) i el sisè lloc (Guerrero).
Archimó va tenir una participació especial a El musical de tus sueños el 2009, ballant pole dance junt amb Mónica Farro, obrint la gala de reingrés de l'edició especial (en la qual va entrar Guerrero).
El 2012 va participar en Bailando por un sueño 2012 junt amb el ballarí de salsa Reinaldo Ojeda com a parella de ball. Es va notar tensió entre Archimó i Ojeda durant la gala, i esclatar quan Archimó va ser substituïda per Adabel Guerrero durant la cinquena ronda perquè ella havia de viatjar i Ojeda va admetre que tenia més comoditat de ballar amb Adabel que amb Valèria. Valeria va tornar a la següent gala, on es va enfrontar a Ojeda després de l'actuació i més endavant als mitjans, on va decidir deixar ser parella de ball, sent substituïda definitivament per Guerrero.